# Мантиест ревач
Мантиест ревач (Alouatta palliata) е вид бозайник от семейство Капуцинови (Cebidae). Видът е застрашен, със статут уязвим.

## Разпространение
Разпространен е в Гватемала, Еквадор, Колумбия, Коста Рика, Мексико (Веракрус, Кампече, Оахака, Табаско и Чиапас), Никарагуа, Панама, Перу и Хондурас.

## Описание
На дължина достигат до 57,6 cm, а теглото им е около 6,6 kg. Дължината на опашката им е около 65,1 cm, а тази на ушите – към 14,5 cm. Имат телесна температура около 36 °C.
Продължителността им на живот е около 24 години.